# Zagórów
Zagórów (niem. Hinterberg) – miasto w województwie wielkopolskim, powiecie słupeckim, położone w pobliżu rzeki Warty, 16 kilometrów od Słupcy. Miasto jest siedzibą władz gminy Zagórów.
Według danych z 31 grudnia 2021 miasto liczyło 2831 mieszkańców.
Położone na skraju Nadwarciańskiego Parku Krajobrazowego.
W Domu Kultury znajduje się biblioteka oraz kino. Na środku Dużego Rynku pomnik poświęcony poległym za Polskę w latach 1918–1920. Zgodnie z prawem nadanym miastu w XV wieku – w każdą środę odbywa się targ. Przez wiele pokoleń mieszkańcy Zagórowa słynęli z hodowli gęsi. Powstało na ten temat kilka reportaży telewizyjnych m.in. „Ludzie i gęsi” oraz „Uciec z Zagórowa”. Obecnie hodowla gęsi stanowi marginalne źródło dochodu mieszkańców. Na terenie miasta działalność duszpasterską prowadzi Kościół Rzymskokatolicki oraz Kościół Ewangelicko-Augsburski (filiał). Istnieje dekanat zagórowski, który należy do rzymskokatolickiej archidiecezji gnieźnieńskiej
.Bezpośrednie połączenia autobusami PKS do następujących miast: Konin, Słupca, Strzałkowo, Pyzdry.
Od 1 lipca 1923 do 31 grudnia 1969 w granicach Zagórowa znajdował się Wymysłów. W latach 1975–1998 miasto administracyjnie należało do województwa konińskiego.
Nazwa Zagórów nie uległa zmianie od czasów pierwszej wzmianki o miejscowości w 1240 roku. Nazwę można wywodzić dwojako: 
- miejscowość położona za górą
- lub  od czasownika "zagorzeć" zapalić[5].

## Historia

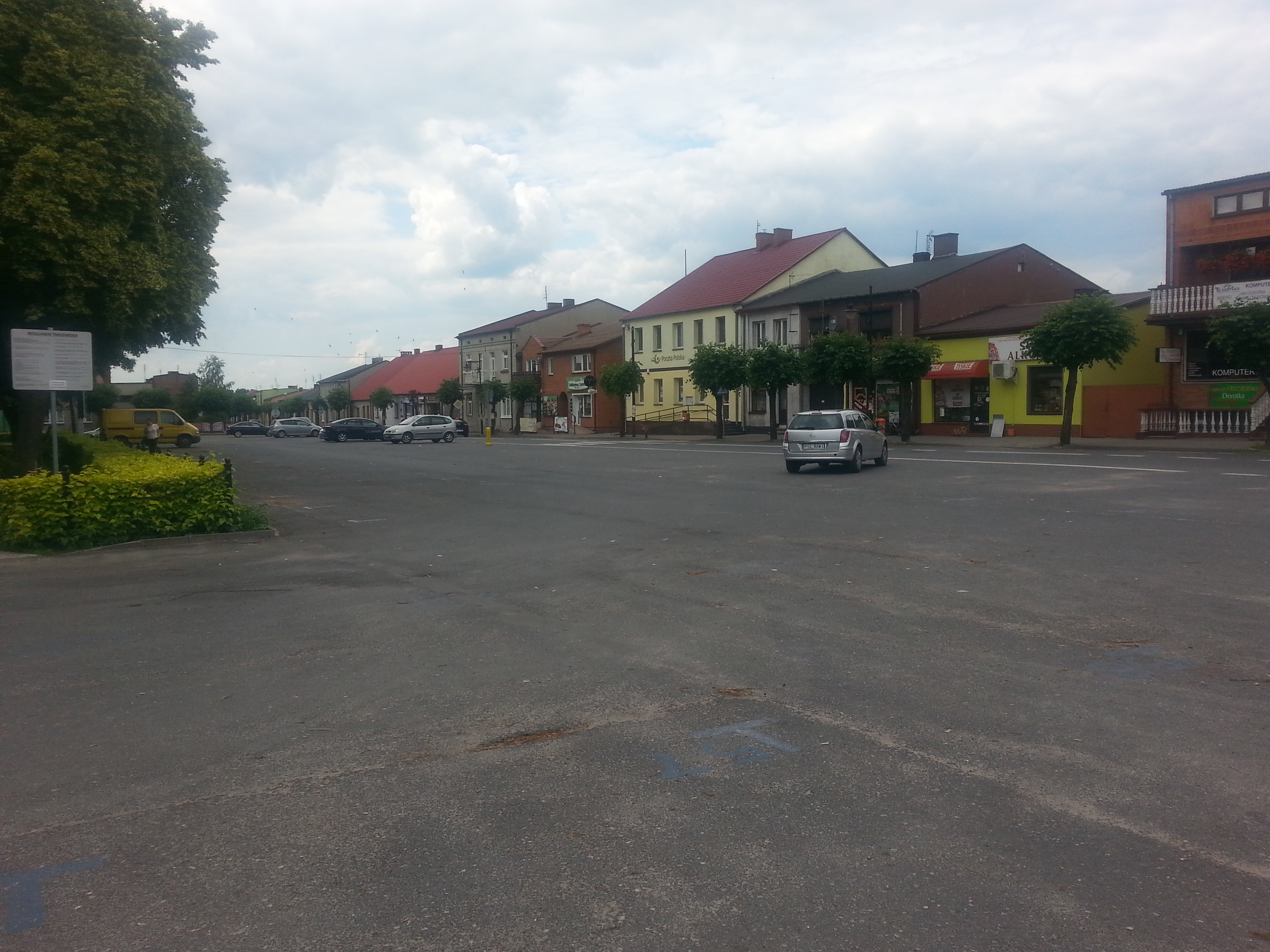
Duży Rynek

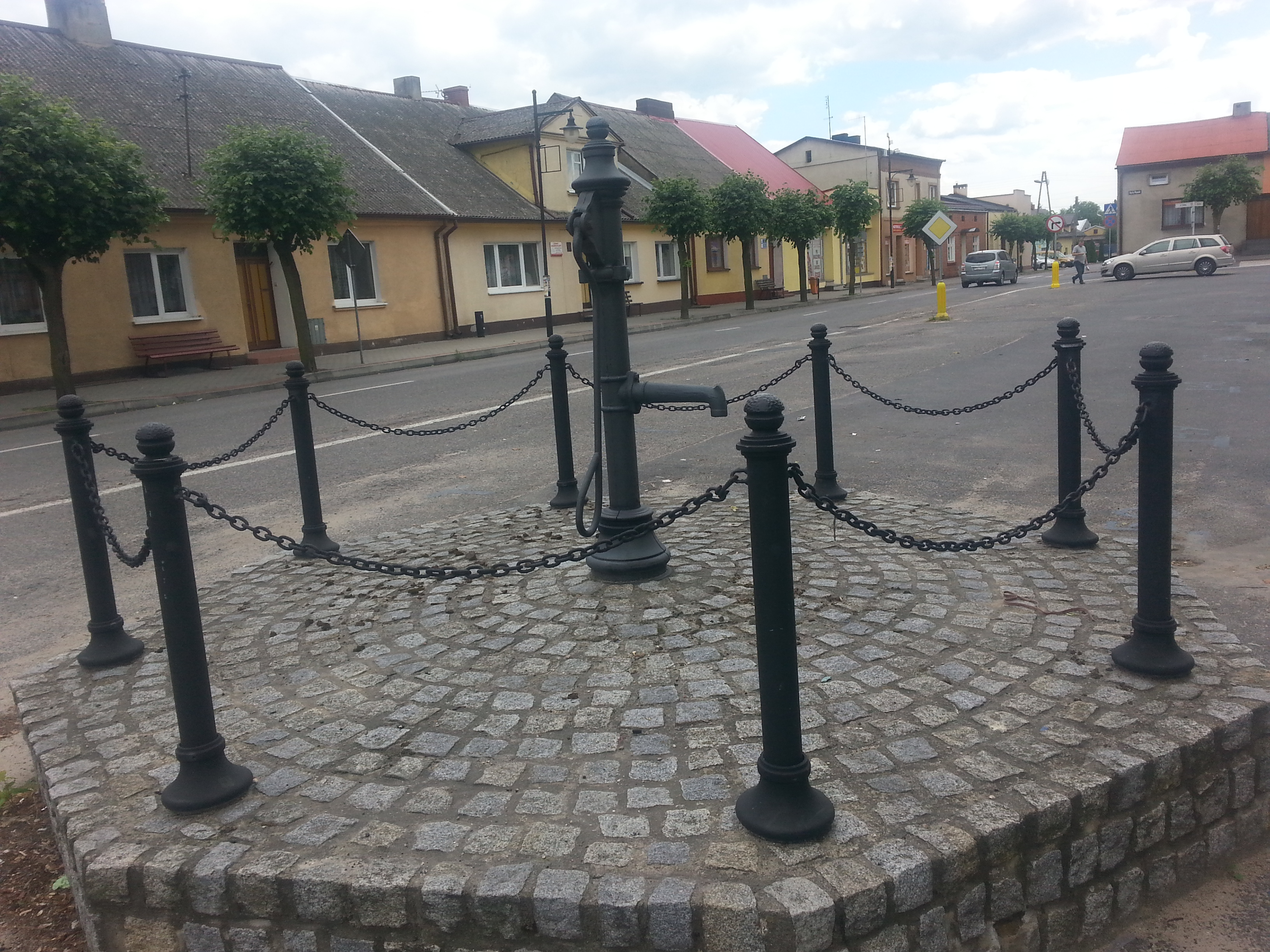
Pompa na Dużym Rynku

- Pierwsza wzmianka o wsi Zagorovo z 1145 roku mówi, iż jest ona własnością opactwa cysterskiego w Lądzie.
- Dzięki staraniom opatów lądzkich król Władysław Jagiełło w 1407 w Niepołomicach nadaje prawa miejskie dla Zagórowa. Obok wielu innych praw, król zezwala na targ w każdą środę.
- W latach 1462–1463 miasto płaci cyzę – podatek na wojnę z zakonem krzyżackim. Dodatkowo wystawia 3 pieszych na walkę z Krzyżakami[6].
- 18 marca 1473 roku zostaje wystawiony przez legata papieskiego dokument przyłączenia parafii zagórowskiej do klasztoru cysterskiego w Lądzie.
- W Zagórowie pracowało 18 rzemieślników[6].
- W 1655 roku miasto zostaje zniszczone w czasie potopu szwedzkiego.
- 7 września 1747 rodzina Plucińskich ufundowała na Małym Rynku figurę św. Jana Nepomucena.
- Król Stanisław August Poniatowski – w roku 1778 – wystawia przywilej odbywania w Zagórowie jarmarku – raz w miesiącu.
- Wielki pożar w 1790 roku.
- W 1793 roku miasto liczy 544 osoby. Było w nim 14 szewców, 5 kowali, 5 kuśnierzy i 4 garncarzy. Czynne były wiatraki i olejarnia[6].
- Potyczka w czasie powstania styczniowego (1863). Za wspomaganie oddziałów powstańczych, ukazem carskim, miasto traci prawa miejskie.
- W drugiej poł. XIX w. w Zagórowie s. Sabina Kawecka przy współudziale św. Honorata Koźmińskiego zakłada zgromadzenie Sióstr Westiarek.
- Koniec XIX i początek XX w. to rozkwit Zagórowa – dzięki działalności dr Lidmanowskiego powstają w Zagórowie m.in. Bank Spółdzielczy, Zagórowskie Towarzystwo Pożyczkowo-Oszczędnościowe, Ochotnicza Straż Pożarna, szpital[6].
- Feliks Ast zakłada jedną z pierwszych we wschodniej Wielkopolsce drużyn harcerskich.
- W roku 1917 Zagórów został stolicą dekanatu.
- W 1918 roku, po odzyskaniu przez Polskę niepodległości, Zagórów odzyskuje prawa miejskie dzięki zabiegom F. Perzyńskiego (późniejszy Burmistrz po odzyskaniu niepodległości) i K. Goeringa (późniejszy Sekretarz Magistratu).
- W pierwszej połowie 1936 roku dochodzi do ekscesów o podłożu antysemickim[7].
- W roku 1939 Niemcy mordują członków Polskiej Organizacji Wojskowej z Zagórowa.
- W okresie II Wojny Światowej na terenie Zagórowa powstaje obóz pracy dla Żydów oraz getto otwarte, w którym uwięziono Żydów z Zagórowa i okolicznych miejscowości. Zostają oni zamordowani przez Niemców w lasach koło Kazimierza Biskupiego[6][8].
- W latach 1947–1991 na trasie Zagórów – Witaszyce kursowała kolej wąskotorowa przewożąca ludzi i towary.
- Założenie Szkoły Przysposobienia Rolniczego w 1957 roku.
- W 1974 roku Henryk Burda (był organistą w zagórowskim kościele, zmarł w 1991 roku) założył chór męski pod nazwą „Quarta”. Chór ten istnieje do dziś.
- Założenie Liceum Agrobiznesu w 1999 roku.
- Z okazji 600-lecia miasta odbyła się największa impreza rozrywkowa w historii Zagórowa – przybyło Lato z Radiem. W dniu 24 czerwca 2007 roku na stadionie wystąpili: Perfect, Leszcze, Zbigniew Wodecki, Jan Pietrzak.
- W roku 2008 Miejskie Przedszkole Samorządowe zostało przeniesione do nowego budynku przy ul. Pyzderskiej.
- W 2011 roku zostaje zawiązane Towarzystwo Przyjaciół Ziemi Zagórowskiej.
- W dniu 4 października 2013 roku otwarto jedyne takie w Wielkopolsce nowe targowisko zwierzęce „Mój Rynek”[9].
- Od 2017 co roku w grudniu odbywa się Jarmark Bożonarodzeniowy[10].
- Od 3 maja 2018 roku skwer na Dużym Rynku nosi imię Marszałka Józefa Piłsudskiego.

## Zabytki

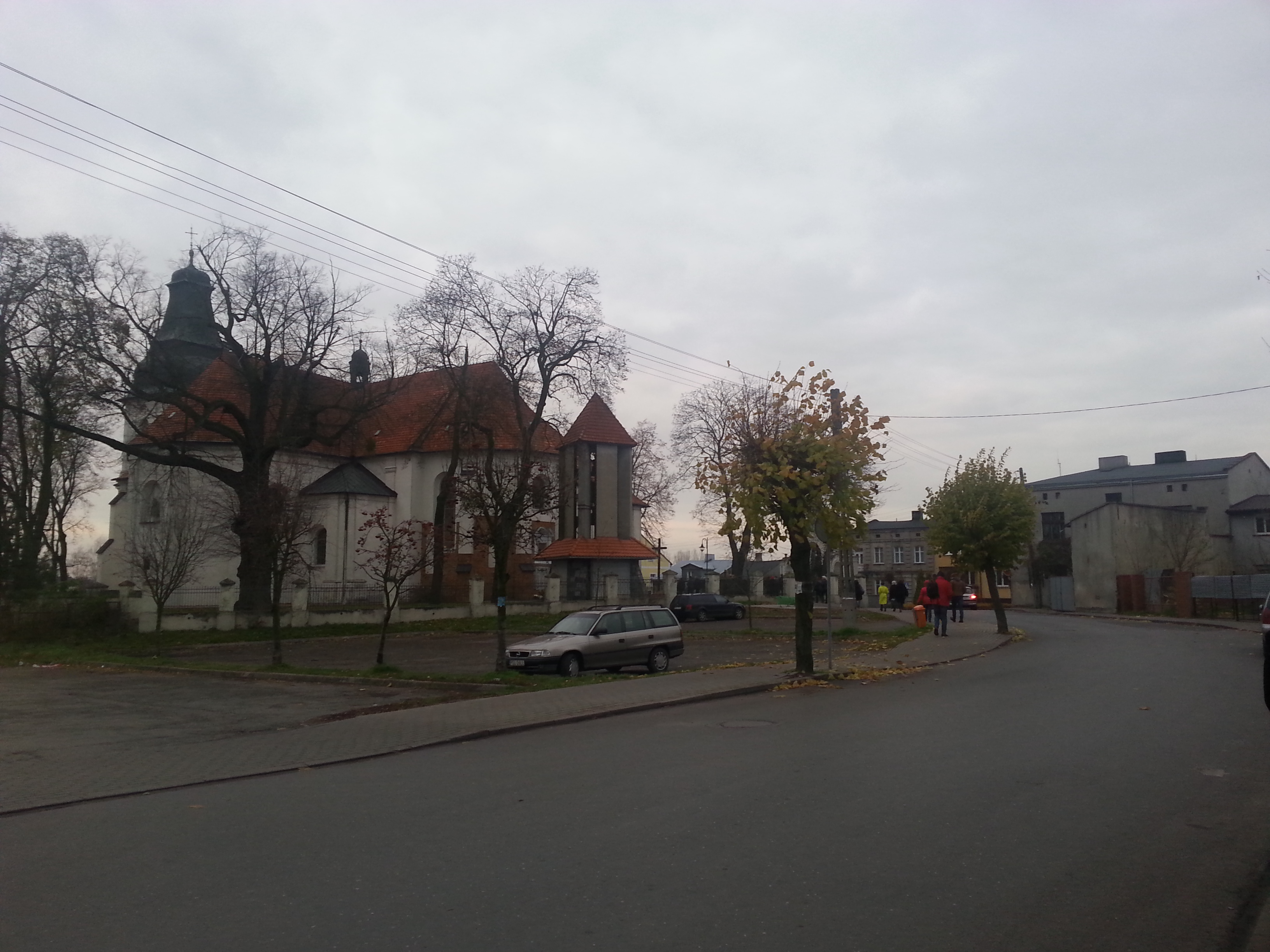
Kościół św. Piotra i Pawła

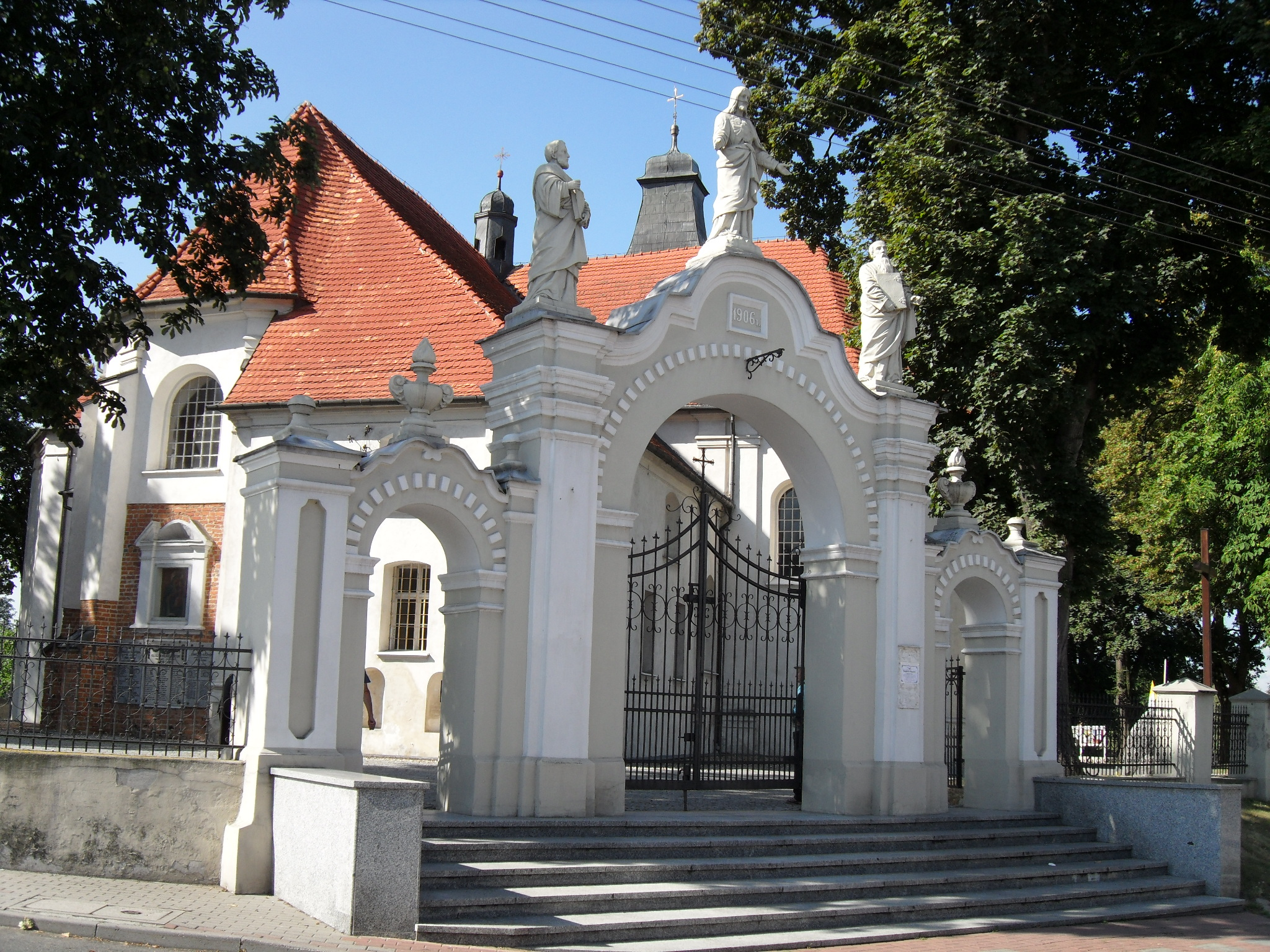
Brama kościelna

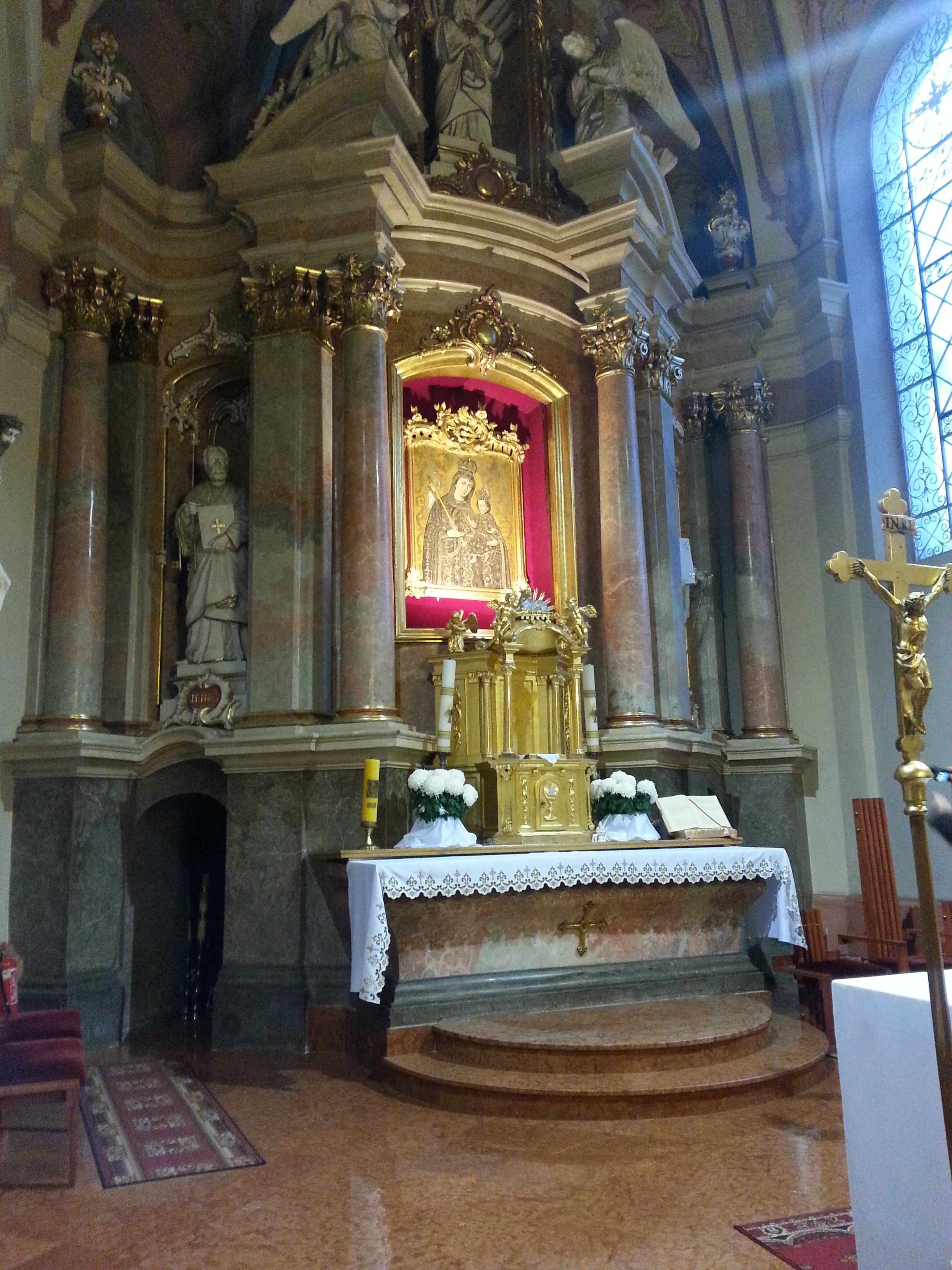
Wnętrze kościoła

Wpisane do rejestru zabytków NID obiekty stałe na terenie miasta Zagórowa:
- układ urbanistyczny miasta kształtujący się od 1407 roku po XX w. (nr rej.: 465/206 z 31.12.1991 r.),
- kościół parafialny pw. św. Piotra i Pawła, ul. Kościelna zbudowany w XV w., z późniejszymi przeróbkami 1740–1760, 1851 (nr rej.: 767 z 13.11.1969 r.), wewnątrz malowidła Aleksandra Przewalskiego,
- plebania z otoczeniem z 1808 r. (nr rej.: A/494/235 z 30.12.1993 r.),
- zespół kościoła ewangelickiego, ul. Konińska 4–6 (nr rej.: 451/192 z 17.10.1990 r.), składający się z:
  - kościoła z roku 1884,
  - pastorówki, z roku 1938,
  - kantorówki, z roku 1913,
- dom z 1 poł. XIX w., znajdujący się w Małym Rynku 4/5 (nr rej.: 768 z 13.11.1969 r.)

Zabytkiem ruchomym Zagórowa jest.
- Figura św. Jana Nepomucena z 1747 roku.

### Nieistniejące obecnie obiekty
- Pomnik św. Wawrzyńca (znajdował się na Dużym Rynku)
- Wiatraki (koźlaki i paltraki)
- Synagoga (istniała w miejscu obecnej piekarni)
- Szkoła żydowska (istniała u zbiegu ulic: Kilińskiego, Słupeckiej i Okólnej)
- Kolej wąskotorowa – Zagórów – Witaszyce

### Inne obiekty godne uwagi
- Cmentarz parafialny – znajduje się na nim wiele zabytkowych grobowców; na jego terenie znajduje się wydzielona część do pochówku wyznawców obrządku ewangelicko-augsburskiego.
- Cmentarz żydowski

## Turystyka
- Przez Zagórów przebiega Nadwarciański Szlak Rowerowy , który jest elementem Wielkopolskiego Systemu Szlaków Rowerowych.
- Rzeka Warta płynąca przez rejon Zagórowa stanowi część szlaku wodnego (o długości 690 km) określanego jako Wielka Pętla Wielkopolski.
- W miasteczku znajduje się gospodarstwo agroturystyczne.
- Zagórów położony jest na skraju Nadwarciańskiego Parku Krajobrazowego oraz częściowo objęty jest obszarem Natura 2000.

- W rejonie Zagórowa znajdują się:
  - Zabytkowe Opactwo Cystersów w Lądzie
  - Pozostałości grodziska na Rydlowej Górze nad Wartą
  - Późnobarokowy Pałac biskupi w Ciążeniu z XVIII wieku
  - Pałac w Kopojnie z XIX wieku
  - Chatka ornitologa PTTK w Białobrzegu
  - Park dworski w Łukomiu

## Infrastruktura

### Bezpieczeństwo
- Posterunek Policji
- Ochotnicza Straż Pożarna
- Miasto objęte jest monitoringiem wizyjnym

### Opieka zdrowotna i społeczna
- Ośrodek Zdrowia
- Państwowy Dom Pomocy Społecznej
- Ewangelicki Dom Seniora
- Środowiskowe Ognisko Wychowawcze
- Miejsko Gminny Ośrodek Pomocy Społecznej

## Demografia

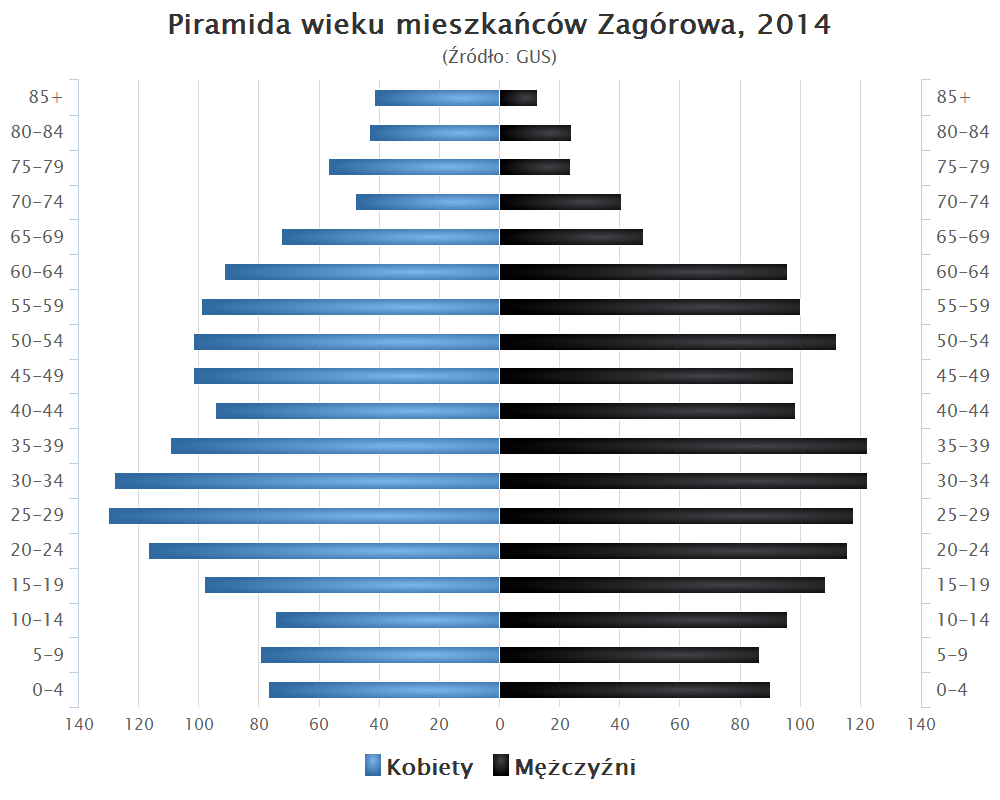
Piramida wieku mieszkańców Zagórowa w 2014 roku

## Sport
- W miejscowości działa klub sportowy Orły Zagórów, którego sekcja piłkarska występuje w klasie okręgowej, gr. wielkopolskiej VI. Klub powstał w 1989 roku. Największym sukcesem klubu było zajęcie 1 miejsca w konińskiej klasie okręgowej w sezonie 2008/2009. W sezonie 2009/2010 klub występował w IV lidze (grupa wielkopolska południowa), jednak zajął ostatnie miejsce i wrócił do okręgówki. Klub prowadzi drużynę seniorów, trampkarzy starszych i młodzików. Trenerem zespołu seniorów od lutego 2013 jest Robert Sarnowski. Klub rozgrywa swoje mecze na Stadionie Miejskim w Zagórowie.

| Sezon     | Liga           | Poz.          | M.            | Pkt.          | Mecze         | Mecze         | Mecze         | Bramki        | Bramki        | Uwagi         |
| Sezon     | Liga           | Poz.          | M.            | Pkt.          | zw.           | rem.          | por.          | zdob.         | str.          | Uwagi         |
| --------- | -------------- | ------------- | ------------- | ------------- | ------------- | ------------- | ------------- | ------------- | ------------- | ------------- |
| 2002/2003 | klasa okręgowa | 13.           | 30            | 33            | 9             | 6             | 15            | 38            | 46            |               |
| 2003/2004 | klasa okręgowa | 11.           | 30            | 36            | 10            | 6             | 14            | 41            | 53            |               |
| 2004/2005 | klasa okręgowa | 15.           | 30            | 23            | 6             | 5             | 19            | 33            | 74            |               |
| 2005/2006 | klasa okręgowa | 10.           | 30            | 37            | 11            | 4             | 15            | 51            | 64            |               |
| 2006/2007 | klasa okręgowa | 5.            | 30            | 49            | 15            | 4             | 11            | 59            | 41            |               |
| 2007/2008 | klasa okręgowa | 3.            | 30            | 60            | 18            | 6             | 6             | 69            | 40            |               |
| 2008/2009 | klasa okręgowa | 1.            | 30            | 70            | 22            | 4             | 4             | 85            | 33            | awans         |
| 2009/2010 | IV liga        | 16.           | 30            | 6             | 1             | 3             | 26            | 26            | 123           | spadek        |
| 2010/2011 | klasa okręgowa | 12.           | 30            | 34            | 10            | 4             | 16            | 37            | 57            |               |
| 2011/2012 | klasa okręgowa | 12.           | 30            | 35            | 9             | 8             | 13            | 34            | 43            |               |
| 2012/2013 | klasa okręgowa | 10.           | 30            | 39            | 11            | 6             | 13            | 48            | 59            |               |
| 2013/2014 | klasa okręgowa | 12.           | 30            | 35            | 10            | 5             | 15            | 45            | 59            |               |
| 2014/2015 | klasa okręgowa | 14.           | 30            | 31            | 9             | 4             | 17            | 37            | 61            |               |
| 2015/2016 | klasa okręgowa | 17.           | 32            | 18            | 5             | 3             | 24            | 28            | 91            | spadek        |
| 2016/2017 | klasa A        | 4.            | 24            | 40            | 13            | 1             | 10            | 43            | 45            |               |
| 2017/2018 | klasa A        | 12.           | 22            | 10            | 3             | 1             | 18            | 17            | 64            | [ a ] [ 14 ]  |
| 2018/2019 | klasa A        | 6.            | 22            | 30            | 9             | 3             | 10            | 23            | 32            | [ b ]         |
| 2019/2020 | brak występów  | brak występów | brak występów | brak występów | brak występów | brak występów | brak występów | brak występów | brak występów | brak występów |
| 2020/2021 | klasa A        | 7.            | 26            | 36            | 10            | 6             | 10            | 67            | 68            |               |
| 2021/2022 | klasa A        | 2.            | 26            | 57            | 18            | 3             | 5             | 63            | 22            | awans         |
| 2022/2023 | klasa okręgowa | 8.            | 30            | 37            | 11            | 4             | 15            | 48            | 65            |               |

- Stadion Miejski – trybuny stadionu mają 700 miejsc (wszystkie siedzące), na których zamontowane są foteliki. W najbliższym czasie stadion zostanie oświetlony.
- Hala widowiskowo-sportowa
- Boisko sportowe powstałe w ramach realizacji projektu „Moje Boisko – Orlik 2012”
- Klub Jeździecki Zagórów

## Kultura
- Dom Kultury
- Kino „Odrodzenie”

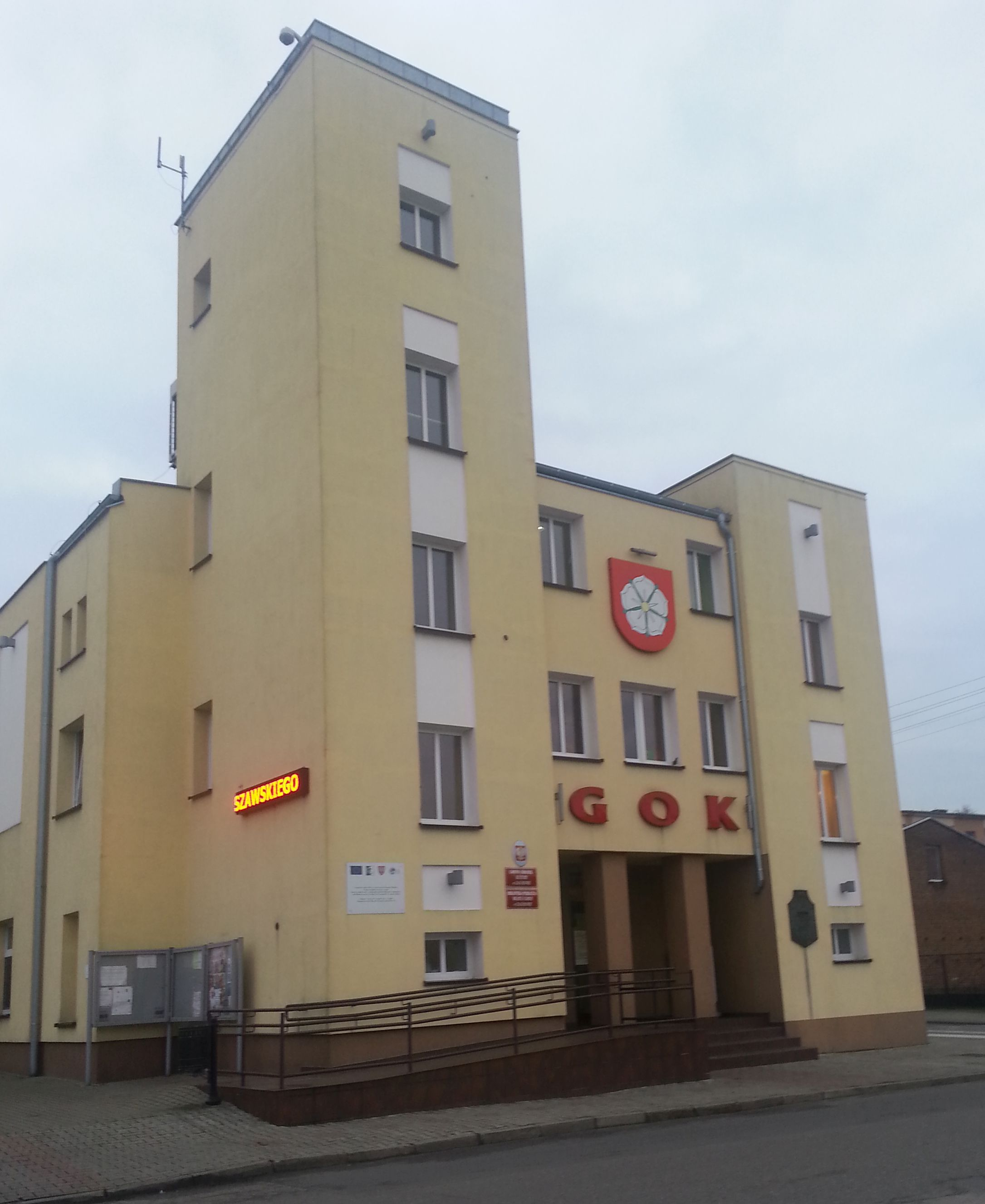
Gminny Ośrodek Kultury w Zagórowie

- Biblioteka Publiczna Miasta i Gminy Zagórów
- Chór mieszany „Cantabile”
- Kameralny chór męski „Quarta”
- Orkiestra Reprezentacyjna Miasta Zagórów[15]
- Zespół folklorystyczny „Szetlewskie Łany”
- Zespół akordeonistów
- Zespół wokalno-instrumentalny „Kontrast”
- Towarzystwo Przyjaciół Ziemi Zagórowskiej
- Kółka zainteresowań (muzyczne, plastyczne, taneczne, teatralne)
- Stowarzyszenie Zagórów – Miejsce z Historią

## Oświata
- Miejskie Przedszkole Samorządowe[16]
- Ekoludki Przedszkole Niepubliczne[17]
- Szkoła Podstawowa im. Michała Okurzałego,
- Gimnazjum im. Królowej Jadwigi,
- Zespół Szkół Ogólnokształcących i Zawodowych im. Braci Kostaneckich:
  - Liceum Ogólnokształcące
  - Technikum Geodezyjne
  - Technikum Obsługi Turystycznej
  - Technikum Teleinformatyczne
  - Branżowa Szkoła I Stopnia

## Burmistrzowie i wójtowie Zagórowa
- 1752–1759 Maciej Kwieciński
- 1759–1760 Wojciech Różewicz
- 1760–1776 Maciej Kwieciński
- 1776–1779 Szymon Sompolski
- 1779–1784 Aleksander Zaleski
- 1784–1786 Placyd Turkiewicz
- 1786–1791 Jan Szukalski
- 1791–1792 Placyd Turkiewicz
- 1792–1795 Jan Szukalski
- ok. 1837 Jan Nurowski
- 1894–1901 Jan Kobyliński[18]
- 1920–1930 Fidelis Perzyński
- 193?–1939 Piotr Szumański
- 1945–1945 Leon Maciejewski
- 1945–1947 Mieczysław Ulatowski
- 1947–1950 Kazimierz Sznajder
- 1950–1952 Andrzej Łuczak
- 1952–1954 Stefan Woźniak
- 1954–1957 Jan Bentkowski
- 1957–1961 Antoni Jackowski
- 1961–1965 Eugeniusz Dropiński
- 1965–1972 Antoni Łakomiak
- 1973–1990 Eugeniusz Cichocki
- 1990–1994 Zdzisław Rybicki
- 1994–2018 Wiesław Radniecki[19]
- od 2018 Roman Kulterman

## Współpraca międzynarodowa
Miasta i gminy partnerskie:
- Herne[20].
- Wilno[21].